# Rechna Doab

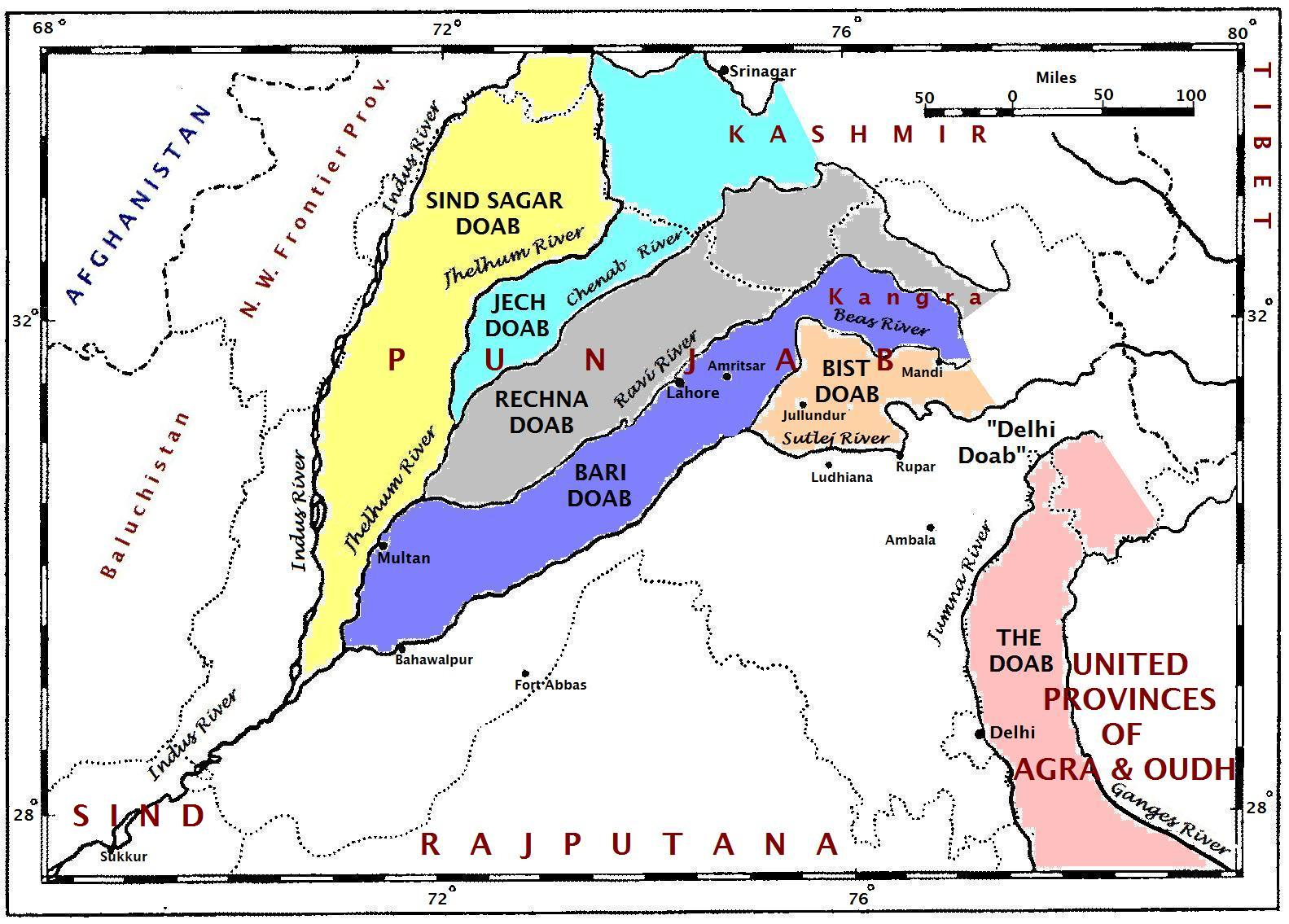
Mapa del Panjab amb els diferents doabs, 1947.

Rechna Doab és una regió entre dos rius (doab, territori entre dos rius) situada entre els rius Ravi i el Chenab, al Panjab (Pakistan). Dins de la regió es troben els districtes de Sialkot, Gujranwala i Lyallpur, i parts dels de Gurdaspur, Lahore, Montgomery, Jhang, i Multan. El nom fou inventat per l'emperador mogol Akbar combinant les primeres lletres de cadascun dels dos rius, en orde aleatori.